# Johann Ernst Wagner

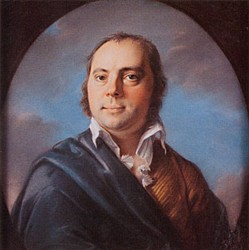
Ernst Wagner

Johann Ernst Wagner (* 2. Februar 1769 in Roßdorf; † 25. Februar 1812 in Meiningen), oft nur Ernst Wagner genannt, war ein deutscher Schriftsteller, Erzähler, Dramatiker und Kabinettssekretär am Hof von Sachsen-Meiningen. Er kannte Goethe, Wieland und Jean Paul persönlich.

## Leben
Ernst Wagner verbrachte Kindheit und Jugend in Roßdorf und dem nahen Fambach, wo sein Vater als Pfarrer wirkte. Hier verfasste er 1784 und 1785 seine ersten Gedichte. 1788 lernte er in Fambach Friedrich Mosengeil kennen, mit dem dann eine lebenslange Freundschaft bestand. Anschließend studierte Ernst Wagner von 1788 bis 1792 Jura an der Universität in Jena. Zurück in seiner Heimat war er von 1793 bis 1803 beim Freiherrn von Wechmar in Roßdorf Privatsekretär und Gutsaufseher. Er heiratete 1793 die aus Neuchâtel stammende Elisabethe Bergeon († 1818), Gouvernante bei seinem Gutsherrn. Aus dieser Ehe gingen drei Söhne und eine Tochter hervor, darunter der später bekannte Landschaftsmaler Carl Wagner (1796–1867). Sein älterer Vetter war der Berliner Arzt und Ehrenbürger Ernst Ludwig Heim.
1801 machte Wagner in Meiningen die Bekanntschaft mit Jean Paul, der von 1801 bis 1803 in der Residenzstadt lebte. Bei Jean Paul holte er sich Anregungen und Kritiken für seine bisher recht erfolglosen Versuche als Dichter und Schriftsteller. Beide blieben dann bis zum Wagners Ableben in engen Kontakt. 1802 berief Herzog Georg I. von Sachsen-Meiningen Ernst Wagner als Kabinettssekretär nach Meiningen. Da der Herzog 1803 überraschend starb, war beim Amtsantritt Wagners 1804 nun Bernhard II. neuer Herzog. In der Residenz übernahm Wagner weiterhin die Aufsicht über die herzogliche Bibliothek und war Dramaturg und Regisseur am Laientheater. Am Hof traf er Friedrich Mosengeil wieder, der als Erzieher des noch minderjährigen Herzogs nach Meiningen berufen wurde. Beide vertieften ihre alte Freundschaft und arbeiteten literarisch eng zusammen.
Ab 1805 hielt sich Ernst Wagner wegen seines seit 1802 bestehenden Rückenmarkleidens mehrmals zur Kur in Bad Liebenstein auf. Ebenfalls 1805 erschien sein erster erfolgreicher Roman Wilibalds Ansichten des Lebens. In den nächsten Jahren schuf er weitere Prosabände und wurde zu einem viel gelesenen Romanschriftsteller seiner Zeit. 1812 starb Ernst Wagner infolge seiner schweren Krankheit. Friedrich Mosengeil gab 1827 die gesammelten Werke von Ernst Wagner in 12 Bänden heraus.

## Werke
- Wilibalds Ansichten des Lebens, erschienen 1805 bei „Hanischs Erben“, Hildburghausen.
- Ferdinand Miller (1805), erschienen 1809 bei Cotta, Tübingen.
- Isidora (1805), erschienen 1812 bei Cotta.
- Die reisenden Maler, erschienen 1806 bei Göschen, Leipzig.
- Reisen aus der Fremde in die Heimat (1805–1808), erschienen 1808 bei Hanischs Erben.
- Historisches ABC eines vierzigjährigen Hennebergischen Fibelschützen (1808–1810), erschienen 1811 bei Cotta.
- Jesus von Nazareth (1812), unvollendet.